# Jacques Heurgon
Jacques Heurgon (Párizs, 1903. január 25. – Párizs, 1995. október 27.) francia klasszika-filológus, történész, etruszkológus.

## Élete és munkássága
Párizsi ékszerészek családjából származott. Középiskolai tanulmányai során megismerkedett Jean Tardieu költővel, akivel ezután 20 évig levelezett. 1923 és 1927 Párizsban, az École normale supérieure-ön tanult klasszika-filológiát. Fontosabb tanárai voltak Alfred Ernout és Jules Marouzeau, valamint Jérôme Carcopino és André Piganiol. 1926-ban megnősült, egyik professzora, Paul Desjardins lányát vette el, aki később Anne Heurgon-Desjardins néven maga is neves kulturális személyiség lett. Heurgon tanulmányainak befejezése után 1928-tól a római francia intézetben dolgozott. 1930-tól Nancyban tanított, két év múlva pedig az algíri egyetem docense lett. 1942-ig maradt Algériában, majd a francia hadseregben szolgált. Részt vett az olaszországi hadjáratban, a Monte Cassinó-i csatában, majd a háború után a római francia nagykövetség kultúrattaséja lett. Ekkoriban ismerkedett meg Massimo Pallottinóval és Santo Mazzarinóval. Hamarosan a lille-i egyetem professzora lett, majd 1951-től a Sorbonne docense, majd 1953-tól professzora. 1969-ben lett az Académie des inscriptions et belles-lettres tagja.
Heurgon filológiai, történelmi, numizmatikai és régészeti kutatásokat, különösen a Római Köztársaság korával foglalkozott. Területileg kutatásai, tanulmányai központjában Észak-Afrika, valamint a régi Itália és Gallia területei voltak, ahol hosszabb időt töltött. Munkásságának egyik csúcspontja Róma és a foldközi-tengeri nyugati medencéje történetének a pun háborúkig terjedő időszakának feldolgozása volt, (Rome et la Méditerranée occidentale jusqu’aux guerres puniques) ami számos kiadásban látott napvilágot. Rómában töltött ideje alatt, Pallottinóval és Mazzarinóval folytatott együttműködése nyomán alkotta meg az etruszkok gazdasági és társadalmi történetének egyik alapművét, (La Vie quotidienne chez les Étrusques), ami több nyelven, sok kiadásban jelent meg.
Heurgon algíri évei alatt a helyi baloldali értelmiségi–művész körök aktív tagja volt. Baráti körébe tartozott többek között André Gide, Albert Camus, Bernhard Groethuysen, Roger Martin du Gard és Jean Tardieu.
Fia, Marc Heurgon (1926-2001) baloldali politikus és történész volt.

## Főbb művei
- La Vie quotidienne des Étrusques, Hachette, 1961 et 1989, 361 pages ISBN 9782010150746
  - Daily Life of the Etruscans, Weidenfeld and Nicolson, 1964
  - Die Etrusker. Reclam, Stuttgart 1971, ISBN 3-15-007989-6
- Rome et la Méditerranée occidentale jusqu'aux guerres puniques. P.U.F., Paris 1969 (Coll. Nouvelle Clio n° 7)
- Recherches sur l'histoire, la religion et la civilisation de Capoue préromaine des origines à la deuxième guerre punique (« Bibliothèque des Écoles françaises d'Athènes et de Rome », 154), Paris, de Boccard, 1942, 483 p. (thèse d'État)
- Le Trésor de Ténès, 86 pages, 1958, rééd. Flammarion, 1992 ISBN 2082103943
- Le ciel a eu le temps de changer, Jacques Heurgon levelezése Jean Tardieu költővel, 1922-1944, 272 pages, 2004 ISBN 2908295741 (franciául)

## Fordítás
- Ez a szócikk részben vagy egészben a Jacques Heurgon című német Wikipédia-szócikk ezen változatának fordításán alapul.  Az eredeti cikk szerkesztőit annak laptörténete sorolja fel. Ez a jelzés csupán a megfogalmazás eredetét és a szerzői jogokat jelzi, nem szolgál a cikkben szereplő információk forrásmegjelöléseként.